# Cautires walteri
Cautires walteri es una especie de escarabajo perteneciente a la familia Lycidae y en la subfamilia Lycinae. La especie fue descrita por primera vez en 2012 por Ladislav Bocák de la Universidad Palacký y publicado en ZooKeys. Sukosari en la provincia de Java Oriental ha sido identificado como el sitio tipo del escarabajo. El epíteto de especie fue otorgado en honor a Walter Wittmer. C. walteri tiene gran parecido a Cautires sukosarensis del que se distingue principalmente por su morfología genital. El holotipo de la especie fue descrita en el sector Rancabali de la provincia de Java Occidental, a 45 kilómetros (28,0 mi) de Bandung a una altitud de 1700 metros (5577,4 pies) sobre el nivel del mar.

## Descripción
El escarabajo cuenta con un cuerpo delgado, aplanado dorsoventralmente y ligeramente esclerotizado, de unos 7,2 milímetros (0,3 plg) de largo. El pronoto y la mitad basal de los élitros son de color rojo anaranjado, mientras que el resto del cuerpo es marrón oscuro o negro. El pronoto y los élitros están cubiertos de pelos anaranjados. El pronoto es 1,19 veces más ancho que los ojos largos y planos. Presenta bordes laterales ligeramente elevados y convexos, y ángulos posteriores agudos. Una quilla longitudinal recorre el centro del tercio anterior del pronoto y luego se bifurca para formar costillas que delimitan la areola central, que alcanza el borde basal del pronoto. Los élitros presentan cuatro costillas longitudinales primarias bien desarrolladas y cinco costillas longitudinales secundarias menos desarrolladas. Además, entre estas costillas hay costillas transversales densamente espaciadas que dividen la superficie de los élitros en pequeñas células (areolas). Las antenas de la hembra son dentadas, mientras que las del macho son lamelares cortas. La cabeza es pequeña y presenta ojos compuestos hemisféricos con un diámetro de 1,25 veces su espaciamiento.

## Distribución
Es un insecto oriental, endémico de Indonesia, conocido únicamente en la provincia de Java Oriental.